# Giulio Leto
Giulio Leto (in latino Julius Laetus; ... – 198) è stato un militare romano.
Combatté per Settimio Severo, che però alla fine lo fece uccidere in quanto divenuto troppo popolare presso le truppe.

## Biografia
Nel 193 comandava l'avanguardia severiana durante la discesa di Settimio Severo in Italia, per sconfiggere l'imperatore Didio Giuliano. Giuliano fece acclamare Severo co-imperatore e inviò Tullio Crispino per annunciare l'evento, ma Leto intercettò Crispino e suggerì a Severo di metterlo a morte, cosa che avvenne.
Servì nel 195 in Mesopotamia, come comandante di uno dei tre corpi di spedizione che, in due occasioni successive, devastarono i territori delle popolazioni ribelli (probabilmente Osroeni e Adiabeni, fomentati dal sovrano partico Vologase V) e ne conquistarono le città.
Nella battaglia di Lugdunum (197), comandava la cavalleria severiana e inflisse il colpo decisivo alle truppe di Clodio Albino. Sempre quello stesso anno fu inviato in Mesopotamia in occasione dell'invasione partica; qui accorse in soccorso della città di Nisibis, assediata dai Parti, e la difese fino all'arrivo delle truppe di Severo.
L'imperatore lo tenne con sé come comes, ma senza affidargli un comando. Nel 198, in occasione dell'assedio di Hatra, lo fece mettere a morte in quanto ne temeva la popolarità presso le truppe; si diceva infatti che i soldati non fossero disposti ad essere condotti in battaglia se non da Leto. La storia che a Lugdunum avesse inizialmente trattenuto la propria cavalleria in quanto intendeva prendere per sé il trono fu con tutta probabilità inventata dopo la sua esecuzione.